# Ricardo Giusti
Ricardo Omar Giusti (Arroyo Seco, 1956. december 12. –) világbajnok argentin válogatott labdarúgó. 

## Pályafutása

### Klubcsapatokban
Pályafutása során játszott a Newell’s Old Boys (1975–1978), az Argentinos Juniors (1979–1980) és az Unión de Santa Fe (1991–1992) csapatában, de a leghosszabb időszakot (1980–1991) az Independientében töltötte, melynek csapatkapitánya volt. Az Independiente színeiben 1983-ban Metropolitano címet, 1989-ben pedig bajnoki címet szerzett. 1984-ben csapatával elhódították a Libertadores-kupa és az Interkontinentális kupa serlegét is.  

### A válogatottban
1983 és 1990 között 53 alkalommal szerepelt az argentin válogatottban.  Részt vett az 1986-os világbajnokságon, ahol az összes mérkőzésen pályára lépett, Argentína pedig világbajnoki címet szerzett. Emellett részt vett az 1983-as, az 1987-es és az 1989-es Copa Américan, illetve az 1990-es világbajnokságon, ahol a döntőben alulmaradtak az NSZK-val szemben. Giusti azonban nem léphetett pályára, mert az az Olaszország elleni elődöntőben kiállították.

## Sikerei, díjai
CA Independiente
- Argentin bajnok (2): Metropolitano 1983, 1988–89
- Copa Libertadores (1):1984
- Interkontinentális kupa (1):1984

Argentína
- Világbajnok (1): 1986